# Warstwa perydotytowa
Warstwa perydotytowa – teoretyczna dolna warstwa litosfery, znajdująca się pod skorupą ziemską. Stanowi górną (najbardziej zewnętrzną) warstwę płaszcza ziemskiego, poniżej nieciągłości Moho. Zbudowana jest z perydotytu (magmowa skała głębinowa), przy czym uważa się, że pod kontynentami zawiera też eklogit.
Warstwa perydotytowa występuje zarówno na obszarach zajętych przez bloki kontynentalne, jak i pod oceanami, stanowiąc część zarówno litosfery kontynentalnej, jak i litosfery oceanicznej. Średnia grubość warstwy perydotytowej na obszarach zajętych przez bloki kontynentalne wynosi ok. 80 km, pod oceanami ok. 50 km. W dolnej części ulega częściowemu upłynnieniu, wchodząc w skład astenosfery (granica litosfera-astenosfera jest granicą reologiczną, nie następuje tam zmiana składu skał). W podziale chemicznym graniczy od góry ze skorupą dolną tworzoną m.in. przez gabra.